# Comunistes de Catalunya
Comunistes de Catalunya (Comunistes.Cat; 'Comunistas de Cataluña') es un partido político de España, de ideología comunista y catalanista, radicado en Cataluña, dirigido actualmente por Hector Sánchez Mira. 
Se define como nacional y de clase, democrático, internacionalista y solidario, laico y feminista, se organiza en Cataluña. Se fundamenta en los principios del marxismo, el feminismo, así como otras aportaciones a la teoría y la práctica revolucionarias.

## Historia

### Fundación
Comunistas de Cataluña fue fundado el 1 de noviembre de 2014, en La Farga de Hospitalet de Llobregat, por los militantes del disuelto Partit dels i les Comunistes de Catalunya, militantes del PSUC Viu y colectivos y personas comunistas sin partido. El Comité Central surgido del Congreso de Unidad Comunista, Congreso Fundacional de Comunistas de Cataluña, eligió a Joan Josep Nuet como secretario general de la nueva organización. 
Aunque  la integración en esta nueva formación del Partit Socialista Unificat de Catalunya-Viu (PSUC viu) se publicó en algunos medios de comunicación, este partido continuó como organización independiente y solamente se integraron en la nueva organización una parte de sus militantes.

### Congresos y conferencias nacionales
El congreso es el máximo órgano de dirección de Comunistas de Cataluña. Habiendo celebrado el Congreso fundacional el 1 de noviembre de 2014, en la Farga de l'Hospitalet, se celebró el Primer Congreso al cabo de tres años, los días 3 y 4 de junio de 2017, en el Teatre Principal de Badalona, con el lema "Comunistes pel bé comú, un partit per la Revolució Democràtica", donde se reeligió a Joan Josep Nuet como secretario general. 
El segundo congreso del partido comunista catalán se llevó a cabo los días 18 y 19 de septiembre de 2020, en formato digital, en plena pandemia de la covid-19, con el lema "Socialisme o col·lapse"; en este congreso Hector Sánchez Mira asumió la secretaría general y se definió la política del Frente Democrático y Social. 
Este partido cuenta con la herramienta de las conferencias nacionales para concretar la política a nivel táctico entre congresos o para tratar en profundidad ámbitos temáticos de elevado interés político. La Conferencia político-organizativa del 20 de febrero de 2016, celebrada en el Casinet de Hostafrancs (Barcelona), sirvió al partido para consolidar su estructura organizativa y territorial y para concretar su estrategia y posicionamientos políticos. Tiene especial importancia la segunda Conferencia nacional celebrada el 23 de noviembre de 2019 con el lema "Cap a un nou país, drets socials i república catalana", donde Comunistas consolidó la apuesta por una alianza con las izquierdas soberanistas. Además de las citadas conferencias nacionales, celebró una tercera el 11 de diciembre de 2021 con el lema "Sumar, lluitar, transformar", desarrollando la política del Frente Democrátic y Social, aprobada en el segundo congreso, para aplicarla en los frentes sociales.
En lo que a conferencias temáticas se refiere, en estos años se han celebrado conferencias sobre movimiento obrero, el 19 de mayo de 2018, feminismo, el 23 de febrero de 2019, sobre medio ambiente, el 29 de mayo de 2021. 

## Línea política
Comunistas de Cataluña, como todo partido comunista, tiene por aspiración máxima la superación del sistema económico capitalista y la erradicación de la Sociedad de Clases. En este sentido, postula la conquista del poder político por parte de la clase trabajadora y el desarrollo de un sistema económico socialista.

### Frente Democrático y Social
Comunistas de Cataluña defiende la unidad popular, entendida como la unidad de la clase trabajadora y el conjunto de sectores populares, en un movimiento sociopolítico rupturista y radicalmente democrático para hacer frente a un contexto de grave crisis económica y social. Esta estrategia unitaria, heredera del Frente Popular y del Frente de Izquierdas, se conoce como Frente Democrático y Social, y en Cataluña se concreta en la apuesta por una alianza de la izquierda política y social soberanista. 

### República Catalana y proceso constituyente
Desde sus documentos fundacionales, Comunistas de Cataluña se ha posicionado a favor del ejercicio del derecho a la autodeterminación de Cataluña y de un proceso constituyente que lleve a la constitución de una República Catalana libremente federada. En este sentido, a propuesta de Comunistas de Catalunya, el XVI Encuentro de Partidos Comunistas y Obreros del Mundo, celebrada en Guayaquil el 15 de noviembre de 2014, aprobó una Resolución sobre el derecho a la autodeterminación del pueblo de Cataluña. Comunistas de Cataluña defiende la necesidad de 3 procesos constituyentes estrechamente interrelacionados pero no supeditados en diferentes ámbitos: en Cataluña (por una República Catalana), en España (por una República Federal o una Unión de Repúblicas) y en Europa.
Comunistas llamó a participar al referéndum del 1 de octubre de 2017, pese a no considerarlo vinculante. 

### Sindicalismo
Comunistas de Cataluña considera clave la organización sindical de la clase trabajadora y tiene como referente al sindicado Comisiones Obreras.

### Feminismo y ecología
En el segundo congreso, se considera para el movimiento obrero y el partido comunista, la lucha feminista y el movimiento ecologista son claves, debido a su potencial transformador. 

## Alianzas y representación institucional
En el marco de la estrategia de Frente Democrático y Social, Comunistas de Cataluña participa en varios frentes sociopolíticos unitarios y en diferentes candidaturas electorales. Como partido, Comunistas de Catalunya forma parte de Esquerra Unida i Alternativa y, durante el ciclo político de 2019-2023, ha participado de la formación Sobiranistes, para llegar a acuerdos con otros sectores políticos de la izquierda soberanista.

### Ámbito municipal
En el ámbito municipal, Comunistas de Cataluña ha impulsado y apoyado varias candidaturas populares, consiguiendo concejales en distintos municipios en el marco de las coaliciones firmadas por Esquerra Unida i Alternativa o en candidaturas más amplias con espacios de la izquierda independentista. 
En las elecciones municipales de 2015, consigue la alcaldía Sentmenat, Montornès del Vallès, y Altafulla. En la ciudad de Barcelona, la militancia de Comunistas de Cataluña participó desde la base en la formación de Barcelona En Comú; desde la victoria de esta candidatura a las elecciones municipales de 2015, Mercedes Vidal, de esta organización, fue concejala del Ayuntamiento de Barcelona hasta su dimisión en abril de 2019 por el conflicto entre Ada Colau y la dirección comunista. En las elecciones municipales de 2019, los Comunistas de Cataluña apoya puntualmente a la lista de Barcelona en Comú (BeC), pero sin participar de ella, una colaboración que finaliza en la Conferencia del Comité de Barcelona de este partido el 27 de febrero de 2021, donde aprueba su desvinculación del proyecto de BeC. En el resto del territorio participa de listas distintas, algunas de ellas con Catalunya en Comú, otras en formatos más amplios como el caso de Vilanova i la Geltrú, Cerdanyola del Vallès, Manresa o Sentmenat. En esas elecciones, la alcaldía de Sentmenat se mantiene en manos del dirigente comunista Marc Verneda.

#### Elecciones municipales de 2023
En las elecciones de 2023, Comunistas mantiene la apuesta por las listas municipales con la izquierda independentista, pese a que mantiene algunas listas con el que fuera el espacio del cambio.
Se presentó bajo la coalición Acord Municipal junto a:
- Acord Municipal Català
- Ahora Ibiza
- Aran Amassa
- Comunistes de Catalunya
- Esquerra Republicana de Catalunya
- Esquerra Unida i Alternativa
- Fem Municipi
- Les Franqueses Imagina
- Projecte Gandia

### Cataluña
En las elecciones al Parlamento de Cataluña de 2015, Comunistas de Cataluña apoyó la candidatura unitaria de Catalunya Sí Que Es Pot, en el marco de la cual, fue elegido diputado Joan Josep Nuet. En las elecciones de diciembre de 2017, la candidatura de Catalunya en Comú liderada por Xavier Domènech i Elisenda Alamany contó con el apoyo de Comunistas de Cataluña y Joan Josep Nuet fue nombrado diputado. 
Después de la crisis en la dirección de los comunes en el verano y otoño de 2018, Catalunya en Comú abandona el concepto de República catalana y los líderes comunistas quedaron fuera del nuevo equipo de dirección, los Comunistas de Cataluña se apartan de los comunes, y apuestan por una alianza con Esquerra Republicana de Catalunya con la marca de Sobiranistes. Para acompañar ese proceso de la nueva alianza, Joan Josep Nuet abandona el acta de diputado de los comunes para facilitar el acuerdo con ERC.
En las elecciones catalanas de 2021, Comunistas no se presenta, así como tampoco lo hace Esquerra Unida i Alternativa . 

### España
En las elecciones de 2015 y de 2016 al Congreso de los Diputados, Comunistas de Cataluña apoyó la candidatura En Comú Podem, en el marco de la cual, Joan Mena y Félix Alonso -por aquel entonces militantes comunistas- fueron elegidos diputados.
En las elecciones generales de abril de 2019 apoyó la candidatura ERC-Sobiranistes, al tiempo que daba su apoyo formal a la firma de una coalición entre EUiA y Catalunya en Comú, dando respaldo así a ambas candidaturas. En las elecciones de noviembre de 2019, Comunistas reedita la alianza con ERC y, en este caso, EUiA da libertad de voto a sus afiliados y simpatizantes.
En las elecciones generales de julio de 2023, Esquerra Unida i Alternativa y Comunistas de Catalunya cierran un acuerdo electoral con Esquerra Republicana de Catalunya.

## Dirigentes y militantes destacados
Entre sus dirigentes cabe destacar a Héctor Sánchez Mira y a Nora Sánchez Oussedik, secretario general y secretaria de organización respectivamente. Entre las figuras públicas del partido, encontramos Mercedes Vidal, co-coordinadora general d'Esquerra Unida i Alternativa, Adelina Escandell, senadora, y Joan Josep Nuet, exdiputado y ex secretario general. También son militantes de este partido, figuras como Manuel Delgado, Rosa Bofill, Ramon Luque o Miguel Ángel Soria.
Entre los militantes históricos encontramos a Neus Català, Luis Romero, Juan Navarro o Adoni González.

## Estructura organizativa
Comunistas de Cataluña tiene una organización interna clásica de los partidos obreros marxistas, basada en las células y el centralismo democrático: "Comunistas de Cataluña es una organización profundamente democrática, que se basa en los principios de dirección colectiva, rendimiento de cuentas, y unidad de acción y disciplina consciente".

### Órganos de dirección
Las organizaciones de base fundamentales del partido son las células, ya sean a nivel municipal o de barrio / distrito, o sectoriales por centro de trabajo o ámbito específico. Cada militante está adscrito a una célula y estas se coordinan en comités intermedios. El Congreso de militantes es el órgano de decisión máxima del partido. El Comité Central es el máximo órgano de dirección del partido entre Congresos, el dirigente colectivo de su actividad política y su labor organizativa. El Comité Ejecutivo es el órgano ejecutivo del partido, se encarga de concretar las decisiones del Comité Central y velar porque se lleven a cabo. Finalmente, el Secretariado es el órgano de gestión de la actividad cotidiana del partido.

## Órgano de expresión: Realitat
La publicación Realitat (Realidad) es el órgano de expresión de Comunistas de Cataluña, desde la fundación del partido en 2014, tomando el nombre de la revista teórica del Partit dels i les Comunistes de Catalunya. El lema de la publicación es "dar a la esperanza fundamento científico". Esta revista aparece en formato digital y, desde la primavera de 2020, cuenta con una edición semanal donde se publican artículos de análisis social y político, convirtiéndose en una de las revistas de debate ideológico centradas en la reflexión política actual e histórica relevantes en el ámbito de la izquierda catalana. Periódicamente, Realitat publica ediciones monográficas sobre temas concretos como la cuestión nacional, medio ambiente, seguridad, etc.

## Fiesta Realitat
Anualmente, se organiza la fiesta Realitat en Barcelona, cogiendo el nombre del órgano de expresión. Esta tiene un programa político y cultural diverso, habiendo contado con artistas como Xiula, Ginestà, Oye Polo, Ebri Knight, Eina, Sons of Aguirre.
En lo político, por la fiesta Realitat han pasado líderes comunistas catalanes como Joan Josep Nuet, Mercedes Vidal o Héctor Sánchez Mira, figuras internacionales como Aleida Guevara, líderes de otros partidos, ya sea de ámbito catalán, como es el caso de Marta Rosique, David Fernández, Elisenda Alamany, Mireia Vehí o Josep Manel Busqueta o de ámbito español, como Iñigo Errejon, Yolanda Díaz, Enrique Santiago, Javier Couso, Juan Carlos Monedero, Tania Sánchez o Marina Albiol.

## Organización juvenil
La Joventut Comunista de Catalunya (JCC) es la organización juvenil de referencia de Comunistas de Cataluña, nacida en 2014 del proceso de unidad entre CJC-Joventut Comunista y Joves Comunistes.

## Símbolos e himnos
Los símbolos del partido son la hoz y martillo y la Señera. Los himnos del partido son La Internacional y Els Segadors.